# Lee Kar Wai
Lee Kar Wai, il cui nome è accreditato anche come Calvin (李嘉威S; Hong Kong, 3 aprile 1983), è un ex arciere hongkonghese che ha partecipato ai giochi olimpici di Londra 2012.

## Biografia
Lee ha iniziato la sua carriera internazionale nel 2007: ha preso parte ai campionati asiatici di tiro con l'arco sia nell'individuale (si è classificato 31º nel turno di qualificazione, ed è stato poi eliminato al primo turno) che nella gara a squadre (dodicesimi nelle qualifiche, Lee e compagni furono eliminati al primo turno dalla Malesia).
I risultati sono stati simili anche nel campionato asiatico del 2009 in Indonesia: nell'individuale ha chiuso le qualificazioni al 35º posto, venendo poi eliminato al primo turno nella fase ad eliminazione diretta; nella gara a squadre il team hongkonghese fu undicesimo nelle qualifiche, anche in questo caso venendo eliminato al primo turno.
Due anni dopo, ai campionati asiatici di Teheran 2011, ha ancora una volta gareggiato in entrambe le competizioni: nella gara a squadre gli hongkonghesi sono stati eliminati al primo turno dalla Cina, mentre a livello individuale, dopo aver raggiunto il 47º posto nelle qualifiche, Lee è riuscito a superare il primo turno, ma non il secondo. Il risultato conseguito gli ha consentito, tuttavia, di accedere al successivo torneo di qualificazione in vista di Londra 2012, dove ha ottenuto un inaspettato quarto posto finale, sufficiente per ottenere il pass olimpico.
È stato l'unico arciere nella spedizione hongkonghese a Londra 2012. Si è classificato 60º (su 64 partecipanti) nelle qualificazioni, venendo poi eliminato al primo turno nella fase ad eliminazione diretta dal giapponese Takaharu Furukawa, il quale ha poi vinto l'argento.
Dopo l'esperienza olimpica, Lee ha preso parte ancora a tre edizioni del campionato continentale: 2013, 2015 e 2017. Nei primi due casi ha disputato gara individuale, a squadre maschile e a squadre miste, mentre nell'ultima gara individuale e a squadre maschile.
Ha disputato anche due edizioni dei Giochi Asiatici: ad Incheon 2014 è arrivato fino agli ottavi di finale nel concorso individuale; quattro anni più tardi, a Jakarta 2018, è stato eliminato al primo turno sia nell'individuale che nella gara a squadre maschile.